# KDStV Thuringia Würzburg
Die KDStV Thuringia zu Würzburg ist eine farbentragende, nichtschlagende
katholische deutsche Studentenverbindung, die am 21. Januar 1902 gegründet wurde. Sie gehört dem Cartellverband der katholischen deutschen Studentenverbindungen (CV) an. Die Mitglieder der KDStV Thuringia werden „Thüringer“ genannt.

## Geschichte der KDStV Thuringia

### Vorgeschichte der Gründung und Brauchtum

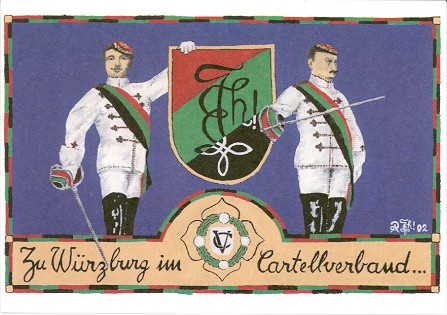
Thuringia-Wuerzburg im CV

Die Gründung der KDStV Thuringia wurde möglich gemacht durch die Aufhebung der bis 1899/1900 geltenden internen CV-Bestimmung, dass es an einem Hochschulort nur eine Cartellverbindung geben solle. Daher wurde seitens der KDStV Markomannia am 2. Dezember 1901 einstimmig die Teilung der aktiven Verbindung beschlossen, um eine Tochterverbindung zu gründen.
Die Namenswahl der Verbindung bezieht sich auf die Siedlungsgeschichte des mainfränkischen Raumes. Personelle Beziehungen bestanden vor allem nach Paderborn.
Als Farben wurden Rot-Grün-Schwarz  für die Burschen und Rot-Schwarz für die Füxe gewählt, jeweils mit goldener Perkussion. Der eigentliche Gründungstag ist der 21. Januar 1902. Als Kopfcouleur wird seit 1912 ein rotes Hinterhauptcouleur getragen, das die Farben als Band oberhalb des Mützenschirmes in umgekehrter Reihenfolge zeigt. Bis 1912 wurde eine mittelgroße Tellermütze getragen.
Der Text des Bundesliedes der KDStV Thuringia „Ich bin Thuringe, kennt ihr meine Farben? …“, wurde von Bernhard Pedraglia verfasst, es adaptiert das Preußenlied „Ich bin ein Preuße …“.
Der Wahlspruch Thuringiae lautet „Vorwärts und Aufwärts“. Er stammt aus der Feder des Würzburger Rektors Herman Schell, der im Jahre 1904 Ehrenmitglied der Verbindung wurde. Hermann Schell stiftete auch die noch heute über der Neuen Universität am Sanderring zu lesenden Widmung „Veritati“ (lat. „Für die Wahrheit“).

### Gründungsjahre bis zum Ersten Weltkrieg
Zur Zeit des Ersten Weltkrieges waren 139 von 148 Thüringern an allen Fronten bis zur Demobilisierung eingesetzt und das Verbindungsleben in dieser Zeit nur sehr eingeschränkt möglich. Im Frühjahr 1919 waren Bundesbrüder Thuringias gemeinsam mit allen anderen Würzburger Studentenverbindungen bei Freikorps und damit an der militärischen Niederschlagung des Spartakusaufstands beteiligt.

### 1920er Jahre
Unter der Leitung Thuringias kam es am 17. Januar 1919 zur Wiederbegründung des Zusammenschlusses der Würzburger Katholischen Corporationen zum „Katholischen Corporationen Convent“ (KCC). Ebenso konnte unter maßgeblicher Beteiligung Thuringias der in Deutschland damals einmalige „Zweckverband der Würzburger Studentenkorporationen“ gegründet werden, der zum Spannungsabbau zwischen nichtschlagenden und schlagenden Verbindungen beitrug und die Gründung eines AStA für Würzburg voranbrachte. Als Vorsitzender des im Sommersemester 1919 neu geschaffenen AStA wurde der Thüringer Hermann Hagen gewählt, der außerordentlich aktiv war. Mit Beginn des Wintersemesters 1919 übernahm Thuringia den Vorort des Cartellverbandes unter seiner Leitung und richtete die 50. Cartellversammlung in Würzburg aus. Durch Hermann Hagens maßgebliche Beteiligung als Vertreter des Cartellverbandes konnte das am 30. Juni 1921 unterzeichnete Erlanger Verbände- und Ehrenabkommen schließlich zum Erfolg gebracht werden.
In den 1920er Jahren war ein Thüringer-Damenbund aktiv, dessen Ehrenvorsitz Elisabeth Helene von Thurn und Taxis übernahm. Sie war Frau von Friedrich Christian von Sachsen (1893–1968), einem Thüringer Philister. Die Zeit um das 25. Stiftungsfest wird als ein Höhepunkt der Entwicklung der Verbindung gesehen.

### Thuringia während des Nationalsozialismus
In den 1930er Jahren erfolgte die Gleichschaltung des Verbindungswesen. Der Philistersenior Andreas Balling hatte um 1930 verbindungsintern vor einer „Bedrohung durch die nationalsozialistische Welle“ gewarnt. Die Cartellversammlung, welche 1935 in Würzburg tagte, beschloss ihre Selbstauflösung. Thuringia vollzog diesen Schritt zusammen mit dem Verband und wurde im Gefolge enteignet.

### Wiederbegründung nach dem Zweiten Weltkrieg

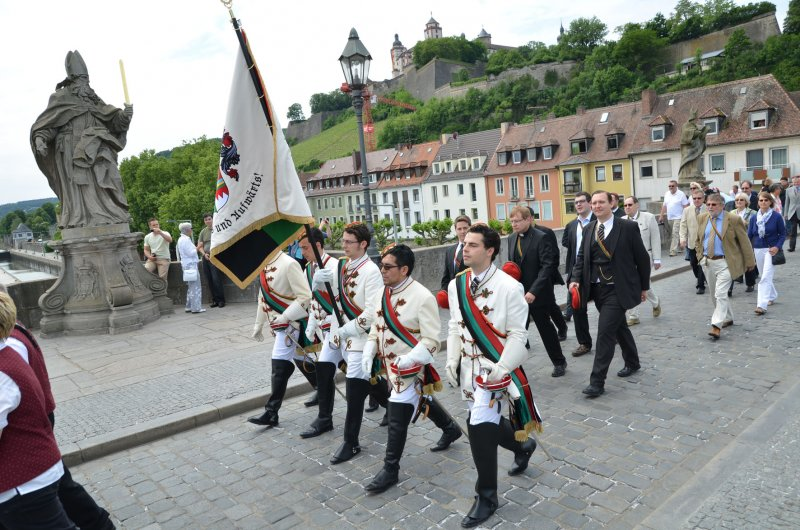
Umzug über die Alte Mainbrücke plenis coloribus (lat. „in vollen Farben“), Würzburg 2012

Am 13. April 1948 wurde die Wiederbegründung zunächst des Altherrenverbande Thuringia e. V. durch die amerikanische Militärregierung von Bayern genehmigt, so dass am 7. Dezember 1948 auch der Eintrag in das Vereinsregister möglich wurde.
Als nächstes Ziel wurde die Lizenzierung der aktiven Verbindung an der Universität Würzburg vorangetrieben, was mit dem Genehmigungsschreiben des Rektors Rösser vom 12. Dezember 1949 erfolgreich abgeschlossen wurde. Schon vor der offiziellen Genehmigung hatte die Korporation im Mai an den Beisetzungsfeierlichkeiten für Bischof Matthias Ehrenfried sowie an der Fronleichnamsprozession teilgenommen und war damit erstmals wieder öffentliche aufgetreten. Da das in den 30er Jahren enteignete Haus nicht zur Verfügung stand, wurden die ersten Veranstaltungen im Hotel Franziskaner abgehalten.
Mit dem Kauf einer Baracke im Jahr 1951 und der Errichtung auf einem vom Philistersenior Andreas Balling zur Verfügung gestellten Grundstück unterhalb des Würzburger Käppele am Nikolausberg, konnte die Korporation wieder ein Haus ihr eigen nennen. 1952 war damit die Feier des 50-jährigen Bestehens in angemessenem Rahmen möglich, wobei Vertreter aller in Würzburg ansässigen Corporationsformen teilnahmen.

### Verbindungsgeschichte seit 1959
Als Ende der 1950er Jahre das 1911 erworbene Haus wieder zurück in den Besitz der Verbindung kam, wurde das alte Gebäude als Wohnraum, das 1959 neu errichtete Haus für Veranstaltungen genützt. Das Haus von 1911 wurde 1986 veräußert. Das 1959 errichtete Gebäude wurde mit dem Erlös 1994 grundlegend renoviert. Die für die Verbindung bedeutsamen Ausstattungsgegenstände fanden dort einen angemessenen Platz. 1979 stellte die KDStV Thuringia zum zweiten Mal den Vorort des Cartellverbandes. In dieses Jahr fällt auch die Gründung einer Tochterverbindung, der KDStV Bergisch-Thuringia Wuppertal. An Pfingsten 2002 feierte die KDStV Thuringia ihr 100. Stiftungsfest. Ende 2014 hat sich die lange im Technischen Cartell-Verband beheimatete KDStV Guelfia im Wege der Fusion der KDStV Thuringia angeschlossen. Zuvor (2012) umfasste die KDStV Thuringia etwa 300 Bundesbrüder, davon etwa 30 Studenten.
Die Thuringia Würzburg hat – seit dem Übertritt der Austria Innsbruck, Norica Wien und Carolina Graz in den ÖCV –  die Nummer 34 in der verbandsinternen Reihenfolge der Cartellverbindungen. 

## Bekannte Mitglieder
- Friedrich Philipp von Abert, Erzbischof von Bamberg 1905 bis 1912
- Stephan Anstötz, Richter am Bundesgerichtshof[5]
- Eduard Bundschuh, Chirurg, Chefarzt am Juliusspital und an der Missionsärztlichen Klinik in Würzburg[6][7]
- Timor Oliver Chadik, Kapellmeister, Leiter der Big Band der Bundeswehr[8]
- Georg Fuchs, Kinderarzt, Kommunalpolitiker und Bürgermeister der Stadt Würzburg
- Hermann Hagen, Jurist und Nationalökonom, 1948 einer Krankheit wegen nur kurzzeitig gewählter Oberbürgermeister von Würzburg
- Gottfried Freiherr von der Heydte, Verwaltungsjurist, Kanzler der Katholischen Universität Eichstätt-Ingolstadt (2004–2008)
- Michel Hofmann, Jurist, Direktor des Staatsarchivs Würzburg
- Karl Alfred Kihn, Jurist; Mitglied des Deutschen Bundestages; Regierungspräsident von Unterfranken[9]
- Norbert Kleine-Borgmann, Intendant der Städtischen Bühnen Osnabrück und des Landestheaters Coburg
- Helmut Koester, Ordinarius und Direktor der Frauenklinik bei den Städtischen Kliniken Dortmund
- Joseph Quy Lam Cong, Augustinerpater, 2005 bis 2006 Professor und Generalsekretär am Institutum Patristicum Augustinianum
- Jochen Lüdicke, Jurist, Präsident des Bundesverbands der Steuerberater
- Sebastian Merkle, Ordinarius für Theologie und Rektor der Universität Würzburg
- Hilmar Milde, Zahnarzt und Arzt, Professor für Oralchirurgie an der Universität Witten-Herdecke[10][11]
- Gerhard Ott, Künstlerseelsorger der Erzdiözese München und Freising
- Otto Riedner, Jurist; Direktor des Hauptstaatsarchivs in München und Generaldirektor der staatlichen Archive Bayerns[12]
- Josef Rusnak, Deutscher Botschafter in Nicaragua; Referatsleiter Auslandsschulen im Auswärtigen Amt
- Michael Rutz, Chefredakteur des Rheinischen Merkur seit 1994; Seit 2017 Präsident der Guardini-Stiftung
- Friedrich Christian Prinz von Sachsen, Herzog von Meißen, Chef des Hauses Wettin
- Klaus Sandhage, Ordinarius für Kinderheilkunde an der Universität Würzburg
- Herman Schell, Ordinarius für Theologie und Rektor der Universität Würzburg 1896/97
- Franz Schramm, Kultusminister von Hessen 1946 bis 1947
- Erik Soder von Güldenstubbe: Kirchenhistoriker und Archivar[13]
- Karl Staab, Ordinarius für Theologie und Dekan der theologischen Fakultät der Universität Würzburg
- Fritz Steigerwald, Landrat des Landkreises Rhön-Grabfeld 1976–2003
- Josef Ströder, Direktor der Universitäts-Kinderklinik Würzburg; Träger des Verdienstordens in Gold der Republik Polen für seine Verdienste um die Rettung polnischer Kinder als Klinikleiter in Krakau während der deutschen Besatzung im Zweiten Weltkrieg[14]
- Franz Vogt, Regierungspräsident von Unterfranken
- Rudolf Reichsgraf Waldbott von Bassenheim, Jurist, Diplomat[15]
- Jürgen Weber, Oberbürgermeister der Stadt Würzburg